# Federação Congregacional
A Federação Congregacional é uma associação ou união de igrejas Congregacionais na Inglaterra, Escócia e País de Gales.
Formada em 1972 por igrejas Congregacionais que não aderiram à fusão da Igreja Congregacional da Inglaterra e País de Gales (organismo que sucedeu à União Congregacional da Inglaterra País de Gales em 1966) com a Igreja Presbiteriana da Inglaterra para a formação da Igreja Reformada Unida.
É composta por pouco mais de 300 igrejas locais. Seu escritório está em Nottingham.